# Armando Punzo
Armando Punzo (Cercola, 17 marzo 1959) è un regista teatrale e drammaturgo italiano.
Direttore artistico dell'Associazione Carte Blanche, del Teatro di San Pietro di Volterra e del Festival VolterraTeatro (fino al 2016), è noto soprattutto per l'attività teatrale svolta con i detenuti nel carcere di Volterra, dove fonda nel 1988 la Compagnia della Fortezza.

## Biografia
Punzo nasce a Cercola (NA), il 17 marzo 1959. Inizia la sua attività a Napoli nel 1978 con spettacoli di strada del Teatro Laboratorio Proposta.
Nel 1983 giunge a Volterra ove comincia a collaborare con il gruppo L'Avventura. Un brevissimo ritorno a Napoli e poi il definitivo trasferimento in Toscana continuando con il progetto L'Avventura e il lavoro all'interno del Centro di Cultura Attiva Il Porto. Allo scioglimento del gruppo, lavora come aiuto regista di Thierry Salmon.
Nel 1987 fonda l'associazione culturale Carte Blanche di cui è attualmente direttore artistico. Lo stesso anno cura la regia di Etty da Diario 1941/1943 di Etty Hillesum (prima edizione di VolterraTeatro) e nel 1989 la regia di Verso Camille Claudel (VolterraTeatro'89).
Già nel 1988 aveva cominciato a lavorare con i detenuti del carcere di Volterra. Nasce così la Compagnia della Fortezza, uno dei primi progetti di teatro in carcere in Italia, dopo quelli di Vannuccini a Rebibbia a partire dal 1982 e di Pagano nel 1984 a Brescia.
Alla direzione della Compagnia crea decine di spettacoli, tra cui i pluripremiati Marat/Sade di Peter Weiss, I Negri di Jean Genet e il suo I Pescecani ovvero quello che resta di Bertolt Brecht. Dal 2004 gli spettacoli della Compagnia della Fortezza sono in tournée nei più importanti teatri e festival italiani.
Parallelamente svolge sempre la sua attività di regista fuori dal carcere; nel frattempo si rafforza anche la vocazione internazionale del suo impegno. Nel 1997 realizza la regia del monologo Teatro No con l'attore Nicola Rignanese; nel 1999 è uno dei maestri del teatro prescelti per il progetto internazionale I Porti del Mediterraneo promosso dall'Ente Teatrale Italiano (E.T.I.), conducendo un laboratorio a Casablanca (Marocco) con quindici attori marocchini, presentato poi in Italia al Teatro Duse di Bologna; sempre nel 1999 e nel 2000 ha condotto per la Biennale di Venezia un laboratorio produttivo a più tappe con 15 attori, concretizzatosi nello spettacolo Nihil-Nulla a seguito dell'affiancamento del Teatro Metastasio di Prato e del Festival di Zurigo; nel 2004 un nuovo laboratorio internazionale denominato Progetto Brecht con la produzione del Teatro Metastasio di Prato, Festival de Liegi (Belgio) e Spielzeiteuropa-Berliner Festspiele (Germania) e in collaborazione con Centre des Arts Sceniques (Belgio), Ferme du Buisson (Francia) e Theatre de la Place (Belgio), sfociato nello spettacolo Il Vuoto ovvero cosa resta di Bertolt Brecht; nel 2005 dirige l'attore maghrebino ex-detenuto Mimoun El Barouni nel monologo Il Libro della Vita. Nell'autunno del 2008 è la volta di un laboratorio con un gruppo di giovani e anziani sulla comunicazione e la memoria tra generazioni: esito finale è lo spettacolo Amleto - La tragedia della realtà.
Dal 1998 è direttore artistico del Teatro di San Pietro di Volterra e dal 2000, dopo tre anni di co-direzione, è direttore artistico unico del festival VolterraTeatro, incaricato mantenuto fino all'edizione del 2016.
La cifra del suo impegno è indissolubilmente legata all'idea di portare l'attività teatrale in carcere. In tal senso, è da alcuni anni impegnato nel progetto di creare un teatro stabile all'interno del carcere di Volterra.

## Premio Europa per il Teatro
Nel 1997 l'associazione Carte Blanche e la Compagnia della Fortezza ricevono il III Premio Europa Realtà Teatrali, a Taormina, con la seguente motivazione:
Da nove anni la Compagnia della Fortezza diretta da Armando Punzo persegue, superando con fatica e coerenza le più varie difficoltà e insidie, l’idea di un teatro che è riscatto e liberazione, affermazione della dignità che ogni uomo può e deve rivendicare.
Da Masaniello a Marat Sade, da Prigioni al recente I negri l’esperienza iniziata e laboriosamente consolidata all’interno del carcere di Volterra è divenuta un evento che ha suscitato interesse e partecipazione a livello italiano e internazionale. Introducendo l’immaginario teatrale all’interno della istituzione carceraria è stato realizzato un percorso grazie al quale un inedito dialogo e una nuova forma di comunicazione si sono stabiliti tra gli attori-carcerati e gli spettatori raccolti all’interno e all’esterno del carcere.
Ne I negri gli attori-detenuti, mettendo in scena se stessi, ammoniscono la società che li guarda e danno vita a uno spettacolo ironico e feroce, di una evidenza forte e nuova. Il dramma di Genet è stato integrato dal libero apporto degli interpreti, in un gioco di invenzioni e finzioni che fa rivivere la classica struttura del teatro all’interno del teatro. La genesi del teatro di Genet è così descritta da Armando Punzo: «Avevamo cominciato a lavorare su Moby Dick di Melville, ma alla fine il progetto non ci convinceva. È stato in quel momento che ho riletto I negri di Genet e sono rimasto folgorato dall’intuizione che c’è alla base, la storia di una compagnia di negri che recita per gli spettatori bianchi un dramma impregnato su un delitto commesso da negri ai danni di una bianca. E mi sono detto: ecco i negri sono loro, loro che stanno chiusi qui dentro, mentre i bianchi sono gli spettatori che vengono dal di fuori».

Dal progetto è nata un’inedita cerimonia sacra e dissacratoria, dove la provocazione è l’estrema risposta a una condizione di disagio, in cui lo spettatore percepisce con bruciante evidenza la propria condizione di bianco libero e innocente. In questa cerimonia colpisce la capacità di reinventare il linguaggio esaltando le possibilità e l’espressività degli attori, ma anche l’audacia con cui si colgono e si portano alle estreme conseguenze gli spunti offerti dal testo di Genet per cui agli ”esclusi” non rimane che il teatro per comunicare.

## Cronologia opere

### Spettacoli
- 1989 - La Gatta Cenerentola di Roberto De Simone
- 1990 - Masaniello di Elvio Porta
- 1991 - 'O Juorno 'e San Michele di Elvio Porta
- 1992 - Il Corrente di Elvio Porta
- 1993 - Marat-Sade di Peter Weiss
- 1994 - La prigione (The Brig) di Kenneth Brown
- 1995 - L'Eneide - II studio da Virgilio, con la partecipazione degli allievi della Scuola d'Arte Drammatica Paolo Grassi di Milano
- 1996 - I Negri di Jean Genet
- 1997 - Retrospettiva dei tre principali spettacoli della Compagnia della Fortezza: Marat-Sade, La Prigione e I Negri
- 1997 - Teatro No con l'attore professionista Nicola Rignanese
- 1998 - Orlando Furioso da Ludovico Ariosto
- 1999 - Insulti al pubblico da Peter Handke
- 1999 - Progetto I Porti del Mediterraneo a Casablanca e a Bologna
- 1999 - Laboratorio per una nuova produzione alla Biennale di Venezia
- 2000 - Macbeth da William Shakespeare
- 2000 - Nihil-Nulla da Hamletmachine di Heiner Müller con 15 attori professionisti (prodotto con la Biennale di Venezia, Teatro Metastasio di Prato e Festival di Zurigo)
- 2001 - Amleto da William Shakespeare
- 2002 - L'Opera da tre soldi - Primo studio da Bertolt Brecht
- 2003 - I Pescecani ovvero quello che resta di Bertolt Brecht di Armando Punzo
- 2004 - P.P.Pasolini ovvero elogio al disimpegno di Armando Punzo
- 2004 - Sing Sing Cabaret - Scene da I Pescecani di Armando Punzo
- 2005 - Appunti per un film di Armando Punzo
- 2005 - Il Vuoto ovvero quel che resta di Bertolt Brecht di Armando Punzo
- 2005 - Il Libro della Vita con Mimoun El Barouni di Armando Punzo e Alì Taifouri
- 2006 - Budini, capretti, capponi, e grassi signori ovvero la Scuola dei buffoni di Armando Punzo
- 2007 - Pinocchio. Lo Spettacolo della Ragione - Primo studio di Armando Punzo
- 2007 - Brecht Cabaret di Armando Punzo
- 2008 - Pinocchio. Lo Spettacolo della Ragione di Armando Punzo
- 2008 - Un silenzio straordinario da Samuel Beckett
- 2008 - Amleto - La tragedia della realtà di Armando Punzo
- 2009 - Alice nel paese delle meraviglie - Saggio sulla fine di una civiltà di Armando Punzo
- 2010 - Hamlice - Saggio sulla fine di una civiltà di Armando Punzo
- 2010 - Il sogno di Faust di Armando Punzo
- 2011 - Romeo e Giulietta - Mercuzio non vuole morire di Armando Punzo
- 2012 - Progetto Mercuzio non vuole morire di Armando Punzo
- 2013 - Santo Genet Commediante e Martire - primo studio di Armando Punzo
- 2014 - Santo Genet di Armando Punzo
- 2015 - Shakespeare. Know Well di Armando Punzo
- 2015 - A-solo. Studi di assenza in pubblico di Armando Punzo
- 2016 - Dopo la tempesta. L'opera segreta di Shakespeare di Armando Punzo
- 2017 - Le parole lievi. Cerco il volto che avevo prima che il mondo fosse creato di Armando Punzo
- 2018 - Beatitudo di Armando Punzo
- 2018 - Le rovine circolari. Cerco il volto che avevo prima che il mondo fosse creato di Armando Punzo
- 2019 - Naturae-ouverture di Armando Punzo

### Direzioni artistiche e progetti
- 1987 - Luoghi Comuni - installazione
- 1990 - Teatròbus
- 1996 - Co-direzione artistica Festival VolterraTeatro'96; progetto Il Teatro e la Città 96/97; progetto I Teatri dell'Impossibile; Shorashim - rassegna di cultura ebraica
- 1997 - Co-direzione artistica Festival VolterraTeatro'97; progetto Il Teatro e la Città 97/98; progetto I Teatri dell'Impossibile; Shorashim - rassegna di cultura ebraica
- 1998 - Co-direzione artistica Festival VolterraTeatro'98; progetto Il teatro e la Città 98/99; progetto I Teatri dell'Impossibile; Shorashim - rassegna di cultura ebraica
- 1999 - Co-direzione artistica Festival VolterraTeatro'99; progetto Il Teatro e la Città 99/00; progetto I Teatri dell'Impossibile; Shorashim - rassegna di cultura ebraica
- 2000 - Direzione artistica Festival VolterraTeatro'00; progetto Il Teatro e la Città 00/01, Shorashim - rassegna di cultura ebraica
- 2001 - Direzione artistica Festival VolterraTeatro'01; progetto Il Teatro e la Città 01/02; Shorashim - rassegna di cultura ebraica
- 2002 - Direzione artistica Festival VolterraTeatro'02; progetto Il Teatro e la Città 02/03, Shorashim - rassegna di cultura ebraica
- 2003 - Direzione artistica Festival VolterraTeatro'03; progetto Il Teatro e la Città 2003 - Nostalgie d'autunno
- 2004 - Direzione artistica Festival VolterraTeatro'04
- 2005 - Direzione artistica Festival VolterraTeatro'05
- 2006 - Direzione artistica Festival VolterraTeatro'06
- 2007 - Direzione artistica Festival VolterraTeatro'07
- 2008 - Direzione artistica Festival VolterraTeatro'08
- 2009 - Direzione artistica Festival VolterraTeatro'09
- 2010 - Direzione artistica Festival VolterraTeatro 2010
- 2011 - Direzione artistica Festival VolterraTeatro 2011
- 2012 - Direzione artistica Festival VolterraTeatro 2012
- 2013 - Direzione artistica Festival VolterraTeatro 2013
- 2014 - Direzione artistica Festival VolterraTeatro 2014
- 2015 - Direzione artistica Festival VolterraTeatro 2015
- 2016 - Direzione artistica Festival VolterraTeatro 2016
- 2017 - Direzione artistica Progetto Hybris
- 2018 - Direzione artistica #trentannidifortezza
- 2019 - Direzione artistica #trentannidifortezza

### Premi
- 1991 - Premio Speciale UBU per il lavoro svolto all'interno del carcere.
- 1993 - Premio UBU a Marat-Sade di Peter Weiss come miglior spettacolo dell'anno; Premio Speciale UBU alla Compagnia della Fortezza per l'impegno collettivo nella ricerca e nel lavoro drammaturgico.
- 1996 - Premio speciale Teatro Festival Parma-Banca Monte Parma per lo spettacolo I Negri di Jean Genet;
- 1997 - Premio Europa Realtà Teatrali alla Compagnia della Fortezza (Armando Punzo)
- 2000 - Premio Enrico Maria Salerno per il miglior video realizzato nelle carceri italiane.
- 2004 - Premio UBU allo spettacolo I Pescecani ovvero quello che resta di Bertolt Brecht come miglior spettacolo dell'anno; Premio ANCT-Associazione Nazionale Critici di Teatro ad Armando Punzo e alla Compagnia della Fortezza; Premio Carmelo Bene della rivista letteraria Lo Straniero ad Armando Punzo e alla Compagnia della Fortezza.
- 2005 - Premio ex aequo per la Cultura Contemporanea della Regione Toscana
- 2006 - Premio miglior documentario a Nella Tana del Lupo (Festival di Palazzo Venezia di Roma).
- 2009 - Medaglia d'argento della Presidenza della Repubblica Festival Viviani d'Impegno Civile
- 2010 - Premio UBU ad Armando Punzo come miglior regia dell'anno per lo spettacolo Alice nel paese delle meraviglie - Saggio sulla fine di una civiltà.
- 2012 - Premio Peppino Patroni Griffi assegnato dal Capri Hollywood International Film Festival ad Armando Punzo per lo straordinario lavoro svolto in 25 anni con la Compagnia della Fortezza.
- 2014 - Premio UBU ad Armando Punzo, Silvia Bertoni e Alessandro Marzetti come miglior allestimento scenico per lo spettacolo Santo Genet Commediante e Martire
- 2014 - Premio ReteCritica al Festival VolterraTeatro per la migliore strategia di comunicazione virale
- 2016 - Premio Scenari pagani assegnato da Casa Babylon Teatro
- 2016 - Premio Napoli assegnato dalla Fondazione Premio Napoli
- 2018 - Sigillo d'ateneo conferito dall'Università di Urbino
- 2018 - Medaglia d'oro della Presidenza della Repubblica per lo spettacolo Beatitudo
- 2018 - Premio Buone Notizie assegnato dal Corriere della Sera
- 2018 - Premio Nesi assegnato dalla Fondazione Nesi

### Produzioni video e cd-rom
- 1993 - Le Voci di dentro-Carte Blanche: cinque anni di teatro nel carcere di Volterra, produzione RAI-TGR in collaborazione con la Provincia di Pisa, regia di Stefano Marcelli. Interventi di Dario Fo e dell'On. Mario Gozzini.
- 1994 - Documentario della televisione tedesca sul lavoro della Compagnia della Fortezza, produzione EuroKick, Milano.
- 1996 - Il Teatro dentro le mura. La Compagnia della Fortezza, produzione ZDF, regia di Reinhard Keller.
- 1997 - La Compagnia della Fortezza, produzione Fabrica-centro per la ricerca sulla comunicazione di Oliviero Toscani.
- 1998 - Laboratorio teatrale 1998 - Orlando Furioso, a cura di P.Catalano e A.Salvadori, produzione Carte Blanche con il sostegno di E.T.I.-Ente Teatrale Italiano.
- 1999 - Laboratorio teatrale per la Biennale di Venezia, Produzione RAI-SAT, regia di Francesco degli Espinosa.
- 2000 - Orlando Furioso-Percorsi di lavoro sullo spettacolo realizzato nel 1998 con gli attori della Compagnia della Fortezza, cd-rom a cura di A.Salvadori e V.Di Pasquale, produzione Tracce-rassegna teatro d'autore, Assessorato alla Cultura del comune di Pieve di Cento e USL 5 di Bologna.
- 2003 - Documentario Nella Tana del Lupo sulla Compagnia della Fortezza, regia di Matteo Bellinelli per la Televisione Svizzera Italiana.
- 2004 - Documentario Siamo Fuori dal Tunnel sulla Compagnia della Fortezza, regia di Antonia Moro per Un mondo a colori-RAI Educational.
- 2005 - Film-documentario I Balordi sulla Compagnia della Fortezza, regia di Mirjam Kubescha, vincitore del Torino Film Festival.
- 2005 - Il Libro della Vita di Armando Punzo e Alì Taifouri, regia di Erika Manoni ed Alessandro Bonifazi.
- 2005 - Muss Es Sein Es Muss Sein, videoclip con la regia di Antonia Moro.
- 2006 - I Pescecani di Armando Punzo, DVD per la collana Teatro In/civile.
- 2006 - Chant d'amour...Ma chi me l'avrebbe detto a me che avrei fatto l'attore, regia di Antonia Moro.
- 2008 - Mi interessa Don Chisciotte, film-documentario di Lavinia Baroni.
- 2010 - Documentario Catene come destino sulle vite degli attori della Compagnia della Fortezza Mimoun El Barouni e Jamel Bin Salah Soltani e la loro esperienza con Punzo, regia di Matteo Bellinelli per la Televisione Svizzera Italiana.

## Pubblicazioni
- Armando Punzo, È ai vinti che va il suo amore. I primi venticinque anni di autoreclusione con la Compagnia della Fortezza di Volterra, ed. Clichy 2013.
- Armando Punzo, Un'idea più grande di me. Conversazioni con Rossella Menna, Luca Sossella Editore 2019. (seconda edizione 2020)